# Slim 400
Slim 400 (* 21. Juni 1988 in Frankfurt am Main, Deutschland; † 8. Dezember 2021 in Inglewood, Kalifornien), bürgerlich Vincent Cohran, war ein US-amerikanischer Rapper aus dem kalifornischen Compton. Er gehörte zum engeren Umfeld von YG und war regelmäßig auf dessen Veröffentlichungen zu hören, außerdem zusammen mit dem Mexikanisch-amerikanischen Rapper Sad Boy Loko Mitglied von YG‘s Label. 

## Biografie
Slim 400 begann mit 12 Jahren, Musik zu machen. 2008 unterschrieb er bei dem Label Pushaz Ink; YG und DJ Mustard waren zu diesem Zeitpunkt ebenfalls dort unter Vertrag. Am 3. September 2010 veröffentlichte er sein erstes und kostenloses Mixtape High off Trees Vol. 1 and 2. Durch die Single Call it a Go mit Buddha Badazz und YG erlangte er erstmals größere Bekanntheit.
2014 brachte er mit Keepin’ It 400 sein erstes Studioalbum heraus. Auf YGs zweitem Album Still Brazy ist Slim 400 auf zwei Liedern als Featuregast vertreten; außerdem ist er auf dem Tonträger mehrmals mit kurzen Parts zu hören. Im Jahr 2015 publizierte er die EP Foe Block. Am 4. August 2016 wurde sein Mixtape All Blassik als kostenloses Download im Internet veröffentlicht. Neben seinem Freund YG sind Sad Boy Loko und Redrum 187 als Gäste auf dem Tape vertreten.
Am 8. Dezember 2021 wurde er im Alter von 33 Jahren in Inglewood nahe Los Angeles erschossen.

## Diskografie
Alben
- 2014: Keepin’ It 400

EP
- 2015: Foe Block

Mixtapes
- 2010: High off Trees Vol. 1 and 2
- 2016: All Blassik